# Лисенко Ангеліна Сергіївна
Ангелі́на Сергі́ївна Ли́сенко (27 жовтня 2004) — українська самбістка, чемпіонка України і Європи з бойового самбо. Майстер спорту України.

## Біографія
Вихованка Чернігівської обласної школи вищої спортивної майстерності (ШВСМ).
У 2021 році на чемпіонаті України з бойового самбо у Києві виборола «золото» у розділі «лайт» у ваговій категорії до 66 кг. Того ж року на чемпіонаті Європи з бойового самбо у Затоці (Одеська область) виборола «золото» у розділі «лайт», вагова категорія до 66 кг.
У 2023 році на чемпіонаті України з дзюдо серед дорослих у Києві стала призеркою, виконавши норматив майстра спорту України.
У 2024 році здобула «золото» на Кубку України серед юніорів по самбо, а також «золото» на Кубку України серед дорослих по самбо (бойовий розділ). Того ж року на чемпіонаті Європи у Новий Сад (Сербія) здобула срібну медаль з бойового самбо у ваговій категорії до 72 кг, поступившись у фіналі Шакед Нісіміян (Ізраїль).
Навчається на юриста у Чернігівському кооперативному фаховому коледжі.